# Kiforry János
Kiforry János (Rimóc, 1812. június 21. (keresztelés) – Pozsony, 1856. március 4.) táncmester a pozsonyi intézetekben.

## Élete
Kifur György és Krizsány Mária fiaként született. Ő alkotta meg a reformkor népszerű magyar táncait. 1847-ben bemutatta nádorkör nevű táncát, mely hasonlított Szöllősy Szabó Lajos 1842-ben létrehozott körmagyarjához. Sokat tett a csárdás pozsonyi népszerűsítése érdekében. A dán eredetű pozsonyi Dimmer táncmester famíliába nősült be, neje Maria Magdalena Dimmer-Seerfjörd volt (aki meghalt 1862. június 8-án)

## Munkái
- Hármas csárdás. Ungarischer Gesellschaftstanz, verfasst und zum Gebrauch seiner Zöglinge erläutert. Pressburg, 1847. (Német szöveggel, az alczímek azonban magyarul.)
- Der moderne Vortänzer. Erklärung und Bemerkung der in der Quadrille, Ordinaire, Körtáncz, Mazur und Hármas-Csárdás vorkommenden Figuren und Ausdrücke. Uo. 1860.